# لويز كوكس
لويز كوكس (بالإنجليزية: Louise Cox)‏ هي رسامة أمريكية، ولدت في 23 يونيو 1865 في سان فرانسيسكو في الولايات المتحدة، وتوفيت في 11 ديسمبر 1945 في Windham, Connecticut ‏ في الولايات المتحدة.

## معرض صور

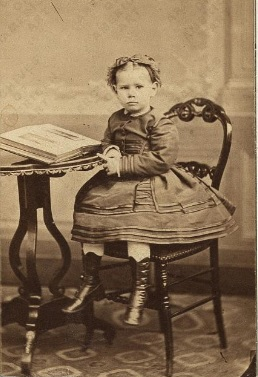
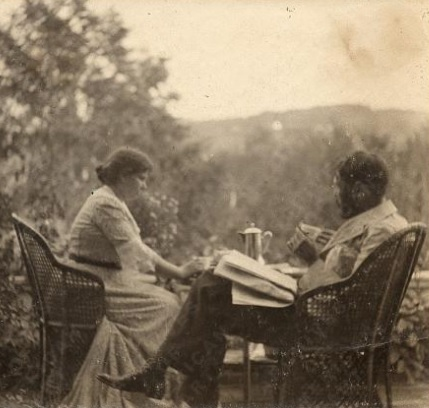
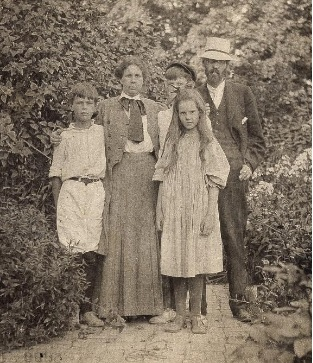